# Partit Nacional Liberal (Romania)
El Partit Nacional Liberal (en romanès Partidul Naţional Liberal, PNL) és un dels principals partits polítics de Romania. Actualment es troba al govern, però en minoria, amb la Unió Democràtica d'Hongaresos de Romania. El 5 d'abril de 2007 van abandonar el govern, el Partit Demòcrata i el Partit Conservador. El president actual del partit és Călin Popescu-Tăriceanu, elegit el novembre de 2000.

## Història

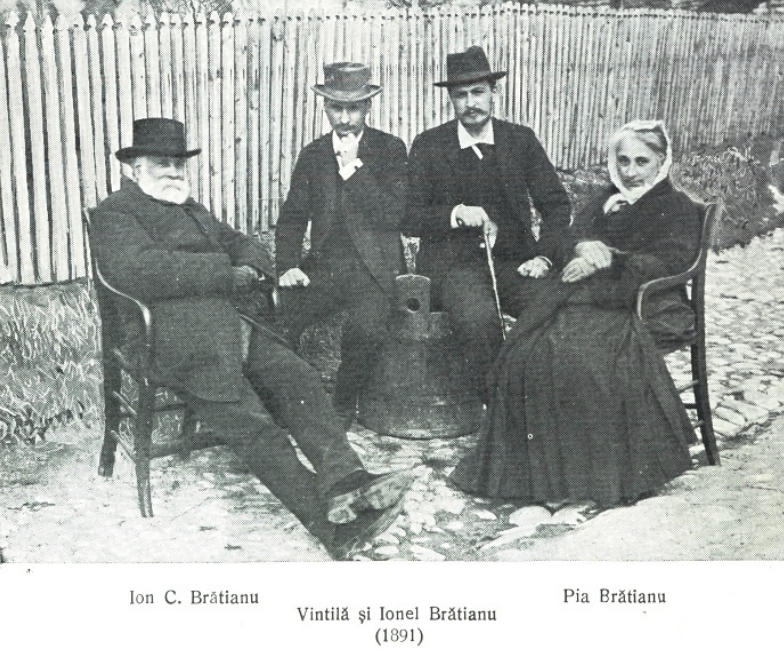
Ion C. Brătianu i els seus fills, Vintilă i Ionel Brătianu, el 1891. Tots tres van exercir com a primers ministres de Romania en nom del Partit Nacional Liberal (PNL).

El Partit Nacional Liberal fou fundat entre gener i març de 1875 per Dumitru Brătianu, Ion C. Brătianu i Constantin A. Rosetti
Ion C. Brătianu, primer president del partit, fou nomenat primer ministre el 24 de juliol de 1876, poc abans que esclatés la Guerra russoturca (1877-1878) i el príncep de Romania Carles I de Romania declarés la independència del principat, fins llavors autònom però vassall de l'Imperi Otomà, el 9 de maig de 1877. El PNL va estar al poder de 1876 a 1888, durant el qual el país es va transforma en 1881 en el Regne de Romania, seguit d'un llarg període de govern del Partit Conservador fins el 1895. La Belle Époque va estar marcat pel govern rotatori bipartidista, instituït per iniciativa del rei Carles I de Romania. Durant el govern rotatori (1895–1916), el país va ser governat alternadament per governs liberals i conservadors cadascun dels quals complia un mandat de quatre anys. El sistema rotatori ja no va ser viable durant el període d'entreguerres, quan l'escena política romanesa es va fragmentar i radicalitzar. El PNL va formar la majoria de governs durant el període d'entreguerres i va ser el promotor de la Constitució de 1923. El líder de l'oposició va ser Iuliu Maniu, expresident del Consell de Govern de Transsilvània i aleshores president del PNȚ.
Brătianu va ser president del partit fins a la seva mort el 1891, i el van succeir Dumitru Brătianu (1891–1892), Dimitrie A. Sturdza (1892–1909), Ion I. C. Brătianu (1909–197), Vintilă Brătianu I. (1927–1930), Ion Gheorghe Duca (1930–1933) –assassinat per legionaris– i Constantin I. C. Brătianu (1933–1947), que va ser empresonat pels comunistes al centre penitenciari de Sighet, on va morir. Durant el comunisme (1947-1989), el partit quedà il·legalitzat i, per tant, inactiu, tan sols va fer alguna activitat política a l'exili.

### Refundació en 1990

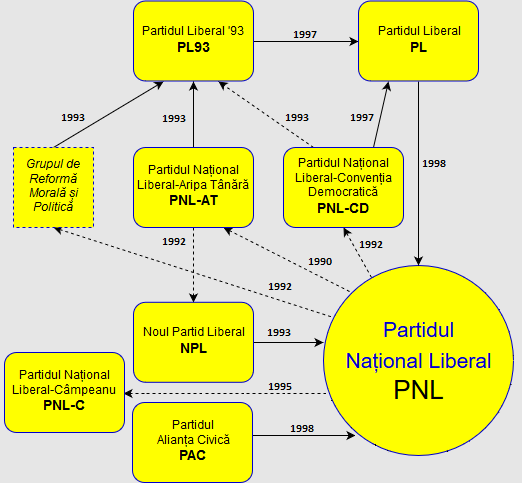
Escissions i reunions del PNL a la dècada de 1990

El partit es refundà el gener de 1990, poc després de la revolució romanesa de 1989. Amb la convocatòria d'eleccions, nomenaren a Radu Câmpeanu, com a president del partit. El 16 d'octubre de 1991, el PNL entrà al govern de Theodor Stolojan, aconseguint tres ministeris, el de Justícia (Mircea Ionescu-Quintus), el d'Economia i Finances (George Danielescu) i el d'Indústria (Dan Constantinescu); es mantingué al govern fins al 18 de novembre de 1992. El 1992 és junt amb el PNT-CD, PNL-CD, PAR, PER i FER fundaren la Convenció Democràtica Romanesa (CDR), que guanyà les eleccions legislatives i presidencials de 1996. Tot i que no tenir Primer Ministre, ocupava bastants ministeris.
El 2000 es trencà la coalició del CDR i a les eleccions legislatives romaneses de 2000 passà dels 25 diputats als 30 diputats, cosa que li suposa un petit augment, però poc considerable, i amb la tornada del Partit Socialdemòcrata al govern encapçalat per Adrian Năstase, el partit restà a l'oposició.

### Govern de Călin Popescu-Tăriceanu
El 29 de setembre de 2003 funda l'Aliança Justícia i Veritat amb el Partit Demòcrata i a les eleccions legislatives romaneses de 2004 assolí una forta pujada fins als 64 diputats i l'Aliança amb el PD, assoleixen els 112 diputats i 49 senadors. El 28 de desembre de 2004 el partit formà govern amb la Unió Democràtica d'Hongaresos de Romania (UDMR/RMDSZ) i el Partit Humanista Romanès (PUR) amb Călin Popescu-Tăriceanu com a Primer Ministre.
El Govern Tăriceanu al principi va sortir com una gran font de desenvolupament per a Romania, però hi hagué moltes diferències i postures diferents, dins de la coalició, que van arribar al distanciament. En desembre de 2006 el Partit Conservador (PC), nova denominació del PUR, va abandonar el govern en no tirar endavant algunes de les seves propostes, i el govern es va haver de reformar, i finalment es produí el trencament de la coalició (5 d'abril de 2007). El PNL es va quedar en minoria tot i conservar el pacte amb la UDMR, durant el juliol de 2007, el líder socialdemòcrata Mircea Geoană, anuncià el seu interès per una moció de censura al Primer Ministre Tăriceanu, però finalment, per la proximitat de noves eleccions, i pel desacord entre partits, no va prosperar.

### A l'oposició
Després de les eleccions legislatives romaneses de 2008 es va formar un govern de coalició entre el Partit Demòcrata-Liberal i el Partit Socialdemòcrata liderada per Emil Boc després de la renúncia de Theodor Stolojan, i el PNL va passar a l'oposició.

### Al govern de coalició del socialdemòcrata Victor Ponta
Després de les eleccions legislatives romaneses de 2012 Victor Ponta va formar govern en coalició de Partit Socialdemòcrata (PSD), PNL, Partit Conservador (PC) i Partit per la Pàtria, Militar i Policial (UNPR). Les tensions entre Ponta i el líder del PNL Crin Antonescu van créixer fins que el 25 de febrer el PNL va decidir per aclaparadora majoria abandonar la coalició governant i l'endemà tots els ministres de la PNL van dimitir, i es van incorporar al govern el Partit Liberal Reformista i la Unió Democràtica d'Hongaresos de Romania (UDMR).

### Presidència de Klaus Iohannis
A les Eleccions presidencials romaneses de 2014 Klaus Iohannis, candidat del PNL fou escollit president de Romania en la segona volta, el 16 de novembre i prengué possessió del càrrec el 21 de desembre. L'Unió Democràtica d'Hongaresos de Romania (UDMR) va abandonar immediatament el govern.

### Governs de Ludovic Orban i Florin Cîțu
El 10 d'octubre de 2019 el govern de la socialdemòcrata (PSD) Viorica Dăncilă va caure en perdre una moció de censura guanyada pel conservador Ludovic Orban que formà un govern en minoria del PNL. Klaus Iohannis fou reelegit a les eleccions presidencials romaneses de 2019 amb el 62,8% dels vots davant el 37,1% que va aconseguir Viorica Dăncilă en la segona volta del 24 de novembre. El govern d'Orban va ser destituït per una moció de censura el febrer de 2020 i el 14 de març de 2020, un nou gabinet liderat per Orban en minoria va rebre l'aprovació parlamentària amb una votació de 286 a 23.
Després de les eleccions legislatives romaneses de 2020, es va nomenar Florin Cîțu del PNL com a primer ministre, recolzat per una coalició del conservador liberal PNL, el liberal progressista/neoliberal USR PLUS, i la minoria hongaresa UDMR/RMDSZ. El primer ministre Cîțu, amb el suport del president Iohannis, va destituir l'1 de setembre de 2021 el ministre de Justícia Stelian Ion, i tots els altres ministres de la USR es van retirar del govern el 7 de setembre deixant el gabinet de Cîțu en minoria, que va caure el novembre en una moció de censura. El PNL va absorbir l'Aliança de Liberals i Demòcrates (ALDE) el març de 2022, i la crisi política va acabar amb la formació d'un govern de gran coalició encapçalat per Nicolae Ciucă del PNL, i formada pel PNL, el PSD i la UDMR, que va romandre al poder fins al juny de 2023, quan la UDMR es va retirar de la majoria.

### Als governs de coalició de Marcel Ciolacu
El 15 de juny de 2023, com a part de l'acord de govern de rotació, el nou govern de coalició entre PNL, el Partit Socialdemòcrata (PSD) i la Unió Democràtica d'Hongaresos de Romania (UDMR) l'encapçalà el socialdemòcrata Marcel Ciolacu.
Després de les eleccions legislatives romaneses de 2024 es va arribar a un acord de coalició entre PSD, PNL i UDMR/RMDSZ, amb Ciolacu en funcions al capdavant del nou govern. El segon gabinet de Ciolacu es va instal·lar el 23 de desembre. El primer ministre Ciolacu va dimitir després que Crin Antonescu, el candidat de la coalició de govern quedés tercer i fora de la segona ronda electoral a les eleccions presidencials romaneses de 2025.

## Líders

### Presidents

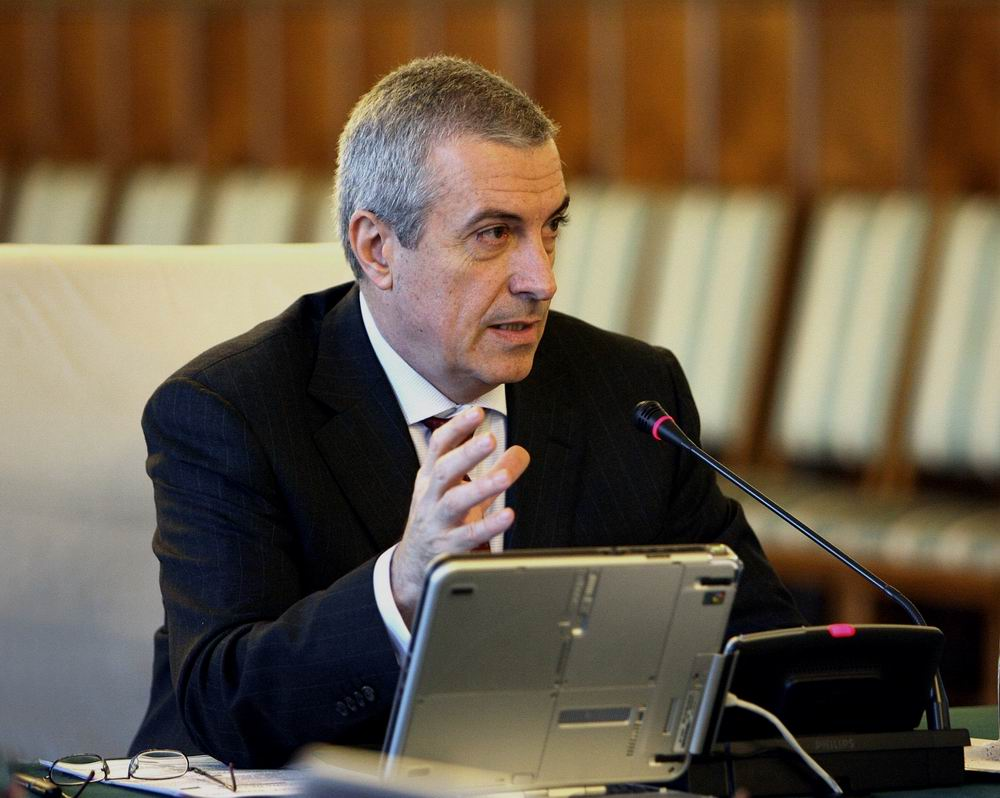
Călin Popescu-Tăriceanu

- Ion Brătianu 1875-1891
- Dimitrie Brătianu 1891-1892
- Dimitrie Sturdza 1892-1908
- Ion I.C. Brătianu 1908-1927
- Vintilă Brătianu 1927-1930
- Ion G. Duca 1930-1933
- Dinu Brătianu 1933-1948
- Càrrec abolit de 1948 a 1990
- Radu Câmpeanu 1990-1996
- Mircea Ionescu-Quintus 1996-2000
- Theodor Stolojan 2000-2004
- Călin Popescu-Tăriceanu 2004-2009
- Crin Antonescu 2009-actualitat